# Axishjort
Axishjort (Axis axis) är en art i familjen hjortdjur som förekommer i Indien, södra Nepal och på ön Sri Lanka. Den har en rödbrun päls med vita prickar.

## Utseende
Liksom dovhjorten och sikahjorten har arten under hela livet en päls med ljusa prickar. Prickarna bildar en stark kontrast till den rödbruna pälsen. Buken och extremiteternas insida är vit. Med en längd på 140 cm, en mankhöjd på 80 cm och en vikt på cirka 100 kg är axishjorten mindre än dovhjorten och tydligt mindre än kronhjorten, men större än rådjuret. Axishjortens extremiteter och kropp är smärta. Hornen hos hanarna har tre taggar på var sida.

## Utbredning
Axishjortens naturliga utbredningsområde är Indien, södra Nepal och ön Sri Lanka. Där lever arten i öppen terräng och i busklandskap; den undviker dock täta skogar.
Arten har introducerats i flera regioner i världen, bland annat i USA, Hawaii, Sydamerika och på ögruppen Andamanerna. De introducerades även på Nya Zeeland tillsammans med sex andra hjortarter, men denna population är troligen utdöd. Försök att införa arten i England och Tyskland misslyckades då arten inte klarar av det kalla klimatet.

## Ekologi

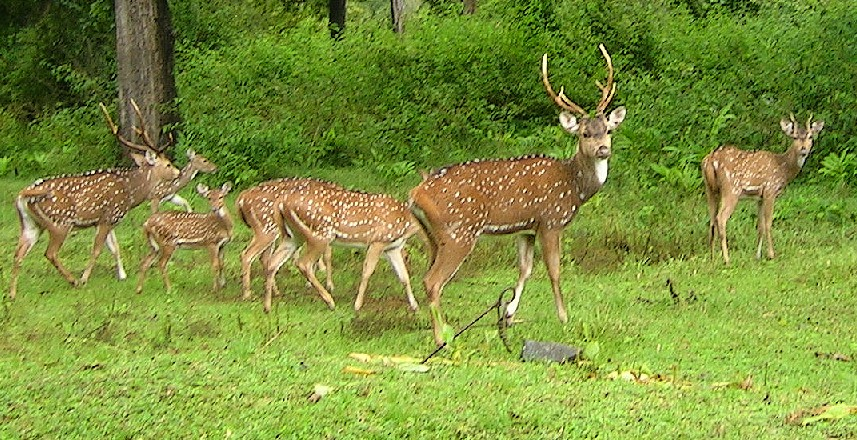
En grupp axishjortar

Axishjortar lever oftast i grupper med fem till tio individer. Under goda förhållande bildas hjordar med över hundra individer. Hjordens sammansättning ändras kontinuerligt; hanar, honor och ungdjur ansluter sig till gruppen eller lämnar den. Under parningstiden tolererar hanarna andra hanar i gruppen (i motsats till hanar av andra hjortdjur som under parningstiden är mycket aggressiva mot artfränder av samma kön) Däremot försvarar bocken den hona som den vill para sig med mot konkurrenter. Dräktigheten varar i cirka 100 dagar och kalvarna stannar sedan ungefär ett år hos modern.